# Orlando Berrío
Orlando Enrique Berrío Meléndez (Cartagena, Bolívar, Colombia; 14 de febrero de 1991) es un futbolista colombiano. Se desempeña como delantero y actualmente juega para el   Tacuary Football Club de la segunda división de Paraguay   

## Trayectoria

### Atlético Nacional
Su primer gol como profesional lo hace el 7 de abril de 2010 en la victoria 2 a 0 sobre el América de Cali. Tres días después marca su primer doblete dándole la victoria a su club en condición de visitante contra el Cortuluá. El 5 de mayo marca el gol de la victoria 3-2 sobre el Deportivo Pereira.

Jugaría 45 partidos donde marca 5 goles destacándose al final de la temporada haciendo varios goles consecutivamente.

### Millonarios
Para enero del 2012 se convierte en nuevo jugador de Millonarios de Bogotá. Debuta el 29 de enero en el clásico capitalino frente a Santa Fe empatando a un gol.

No logra destacarse en el equipo azul donde juega tan solo 17 partidos sin marcar gol por lo que se marcha del club embajador.

### Patriotas Boyacá
En julio de 2012 traspasa a jugar con Patriotas Boyacá de Tunja. El 15 de agosto debuta en la derrota 2-0 con el Independiente Medellín. El 18 de agosto en su segundo partido marca su primer gol en el empate a dos contra el Deportes Quindío. Le da la victoria al club por la mínima el 26 de septiembre versus el Atlético Huila.

Ya para el 2013 el 8 de febrero marca doblete en la derrota 3-2 en la visita al Deportivo Pasto. Se despide del club el 25 de mayo por Copa Colombia perdiendo 2-1 frente al Cúcuta Deportivo, marcando el único gol de su equipo.

### Atlético Nacional

#### 2013
Con la llegada de Juan Carlos Osorio como técnico de Atlético Nacional, se esperó que la cesión de Berrío en Patriotas culminara, no obstante se renovó por seis meses más, ya cuando el club boyacense intentó darle un contrato de 2 años, Juan Carlos Osorio decidió tenerlo en cuenta para la triple competencia que tendría el club verdolaga (Liga, Copa y Copa Sudamericana).
El 26 de julio debuta con gol en la victoria 2-3 en su visita al Atlético Huila. Cuatro días después debuta en un torneo internacional por la Copa Sudamericana en la victoria por la minia frente a Ayacucho. Le da la victoria a su club por la mínima en la Copa Colombia frente al Deportes Quindío.
El 17 de noviembre de 2013 ganó con el club el título de la Copa Colombia 2013 venciendo a Millonarios en la final con un marcador global de 3-2.

Marca cinco goles en 19 partidos teniendo un buen desempeño en el club verdolaga.

#### 2014
El 22 de enero debuta en la Superliga de Colombia en la derrota 2-1 con el Deportivo Cali, en la vuelta ganan 1-0 y son campeones en tanda de penaltis. El 19 de febrero marca su primer gol del año en la victoria 3 a 2 de visitantes al Envigado FC. Queda campeón del Torneo Apertura en el que le ganan al Junior por penales tras empatar a dos goles en el global.
El 25 debuta por la Copa Libertadores en Brasil donde caen goleada 3 a 0 por Gremio. El 10 de abril hace su primer gol por Copa Libertadores en la histórica victoria 3 a 1 frente a Newell's Old Boys en Argentina.

El 3 de diciembre marca el gol del empate en la final ida por la Copa Sudamericana 2014 frente a River Plate, en el de vuelta perderían 2-0 siendo subcampeones del torneo internacional.

Termina la temporada con cinco goles nuevamente en 29 partidos, contando los cuatro torneos (Liga, Copa Colombia, Libertadores y Sudamericana).

#### 2015
Juega el primer partido el 22 de febrero en la derrota 2-1 de visitantes frente al Deportivo Pasto. Marca gol hasta el 12 de julio ganando 0-2 contra Rionegro Águilas. El 14 de septiembre da la victoria por la mínima en el Estadio Manuel Murillo Toro frente al Deportes Tolima.
Gana el Torneo Finalización de nuevo frente al Junior en definición por penales tras empatar dos a dos el global.

Hace tan solo cuatro goles en 36 partidos jugados a pesar de tener un gran rendimiento.

#### 2016
El 23 de enero juega el partido de la Superliga de Colombia donde ganan 2-0 en su visita al Deportivo Cali donde quedarían campeones. El 31 marca doblete en la victoria 3 a 1 sobre Alianza Petrolera por la primera fecha del Apertura. El 23 de febrero marca gol en el 0-2 en su visita a Huracán por la Copa Libertadores. Vuelve a marcar un doblete el 26 de abril triunfando 3 a 2 sobre Envigado FC.

Para el 19 de mayo marca el gol al último minuto de la victoria 3 a 1 sobre Rosario Central y poner en semifinales al club verdolaga de la Copa Libertadores 2016, en el festejo formaría una gresca donde saldría expulsado por provocación. 
El 25 de mayo marca otro doblete en la goleada 3-0 frente a La Equidad. El 20 de julio marca el gol del empate en su visita a Independiente del Valle por el partido de ida de la final.
El 27 de julio de 2016, se consagró campeón de la Copa Libertadores de América en un global de 2 a 1 frente a Independiente del Valle de Ecuador, logrando así su primer título internacional.
Le da el triunfo por la mínima a su club sobre el Once Caldas el 7 de agosto. Su último gol del 2016 lo hace en la goleada 1-4 a Santa Fe de visitantes, donde clasifican a la final de la Copa Colombia. Posteriormente serían campeones al ganarle 3 a 1 en el global al Junior.
Debuta en el Mundial de Clubes 2016 el 14 de diciembre perdiendo 3-0 con el Kashima Antlers de  Japón, al final quedarían en el tercer puesto al ganar por penaltis al América.
Cierra un año espectacular con 17 goles en 54 partidos siendo uno de los mejores del club, con tres títulos en el año. Además se va con 31 goles marcados en 138 partidos disputados.

### Flamengo
El 27 de enero de 2017 es oficializado como nuevo jugador del Flamengo de la Campeonato Brasileño de Serie A, el cartagenero firma por cuatro años con el club de Río de Janeiro. Su debut lo hace el 8 de febrero marcando el gol de la victoria 2 a 0 sobre Grêmio jugando los últimos 30 minutos por la Primera Liga de Brasil de 2017.
Volvería a marcar un gol después de la lesión de seis meses el 5 de mayo por Liga dándole el empate a un gol en su visita a São Paulo.

### Khor Fakkan
El 19 de julio de 2020 se oficializa su fichaje por el Khor Fakkan de la Liga Árabe del Golfo después de ganar 6 títulos con el Flamengo incluyendo una Copa Libertadores.

## Selección nacional
El 26 de agosto de 2016 es convocado por primera vez a la Selección Colombia para los partidos frente a Venezuela y Brasil por las Eliminatorias Rusia 2018. Su debut sería el 6 de octubre jugando los últimos 8 minutos de la victoria por la mínima frente a Paraguay en Asunción entrando por Juan Guillermo Cuadrado. 

### Participaciones enEliminatorias al Mundial
| Eliminatoria                        | Sede del Mundial | Posición      | Resultado   | PJ | GA | Asis |
| ----------------------------------- | ---------------- | ------------- | ----------- | -- | -- | ---- |
| Eliminatorias Mundial de Rusia 2018 | Rusia            | 4°lugar 27pts | Clasificado | 3  | 0  | 0    |

## Estadísticas
- Fuente:  1

| Club                         | Div                 | Temporada           | Liga  | Liga  | Liga   | Copas Nacionales | Copas Nacionales | Copas Nacionales | Torneos Internacionales | Torneos Internacionales | Torneos Internacionales | Total | Total | Total  | Prom. · |
| Club                         | Div                 | Temporada           | Part. | Goles | Asist. | Part.            | Goles            | Asist.           | Part.                   | Goles                   | Asist.                  | Part. | Goles | Asist. | Prom. · |
| ---------------------------- | ------------------- | ------------------- | ----- | ----- | ------ | ---------------- | ---------------- | ---------------- | ----------------------- | ----------------------- | ----------------------- | ----- | ----- | ------ | ------- |
| Atlético Nacional · Colombia | 1.a                 | 2009                | 22    | 0     | 0      | 0                | 0                | 0                | -                       | -                       | -                       | 22    | 0     | 0      | 0       |
| Atlético Nacional · Colombia | 1.a                 | 2010                | 11    | 5     | 0      | 0                | 0                | 0                | -                       | -                       | -                       | 11    | 5     | 0      | 0.45    |
| Atlético Nacional · Colombia | 1.a                 | 2011                | 10    | 0     | 0      | 4                | 0                | 0                | -                       | -                       | -                       | 14    | 0     | 0      | 0       |
| Atlético Nacional · Colombia | Total club          | Total club          | 43    | 5     | 0      | 4                | 0                | 0                | -                       | -                       | -                       | 47    | 5     | 0      | 0.10    |
| Millonarios · Colombia       | 1.a                 | 2012                | 12    | 0     | 0      | 5                | 0                | 0                | -                       | -                       | -                       | 17    | 0     | 0      | 0       |
| Millonarios · Colombia       | Total club          | Total club          | 12    | 0     | 0      | 5                | 0                | 0                | -                       | -                       | -                       | 17    | 0     | 0      | 0       |
| Patriotas · Colombia         | 1.a                 | 2012                | 10    | 2     | 0      | 0                | 0                | 0                | -                       | -                       | -                       | 10    | 2     | 0      | 0.20    |
| Patriotas · Colombia         | 1.a                 | 2013                | 7     | 2     | 0      | 3                | 1                | 0                | -                       | -                       | -                       | 10    | 3     | 0      | 0.30    |
| Patriotas · Colombia         | Total club          | Total club          | 17    | 4     | 0      | 3                | 1                | 0                | -                       | -                       | -                       | 20    | 5     | 0      | 0.25    |
| Atlético Nacional · Colombia | 1.a                 | 2013                | 16    | 4     | 6      | 2                | 1                | 0                | 1                       | 0                       | 1                       | 19    | 5     | 7      | 0.26    |
| Atlético Nacional · Colombia | 1.a                 | 2014                | 13    | 2     | 2      | 8                | 1                | 0                | 8                       | 2                       | 1                       | 29    | 5     | 3      | 0.17    |
| Atlético Nacional · Colombia | 1.a                 | 2015                | 30    | 4     | 3      | 2                | 0                | 0                | 4                       | 0                       | 0                       | 36    | 4     | 3      | 0.11    |
| Atlético Nacional · Colombia | 1.a                 | 2016                | 25    | 9     | 9      | 5                | 2                | 0                | 24                      | 6                       | 7                       | 54    | 17    | 16     | 0.31    |
| Atlético Nacional · Colombia | Total club          | Total club          | 84    | 19    | 20     | 17               | 4                | 0                | 37                      | 8                       | 9                       | 138   | 31    | 29     | 0.22    |
| Flamengo · Brasil            | 1.a                 | 2017                | 33    | 4     | 2      | 6                | 1                | 0                | 7                       | 1                       | 1                       | 46    | 6     | 3      | 0.13    |
| Flamengo · Brasil            | 1.a                 | 2018                | 9     | 0     | 1      | 0                | 0                | 0                | 0                       | 0                       | 0                       | 9     | 0     | 1      | 0       |
| Flamengo · Brasil            | 1.a                 | 2019                | 18    | 1     | 2      | 2                | 0                | 0                | 3                       | 0                       | 0                       | 23    | 1     | 2      | 0.04    |
| Flamengo · Brasil            | 1.a                 | 2020                | 2     | 0     | 0      | 0                | 0                | 0                | 0                       | 0                       | 0                       | 2     | 0     | 0      | 0       |
| Flamengo · Brasil            | Total club          | Total club          | 62    | 5     | 5      | 8                | 1                | 0                | 10                      | 1                       | 1                       | 80    | 7     | 6      | 0.09    |
| Total de la carrera          | Total de la carrera | Total de la carrera | 218   | 34    | 25     | 36               | 6                | 0                | 48                      | 10                      | 10                      | 302   | 50    | 35     | 0.17    |

## Palmarés

### Torneos estatales
| Título             | Club     | País   | Año  |
| ------------------ | -------- | ------ | ---- |
| Campeonato Carioca | Flamengo | Brasil | 2017 |
| Taça Guanabara     | Flamengo | Brasil | 2018 |
| Taça Río           | Flamengo | Brasil | 2019 |
| Campeonato Carioca | Flamengo | Brasil | 2019 |

### Torneos nacionales
| Título                | Club              | País     | Año  |
| --------------------- | ----------------- | -------- | ---- |
| Torneo Apertura       | Atlético Nacional | Colombia | 2011 |
| Copa Colombia         | Atlético Nacional | Colombia | 2013 |
| Torneo Finalización   | Atlético Nacional | Colombia | 2013 |
| Torneo Apertura       | Atlético Nacional | Colombia | 2014 |
| Torneo Finalización   | Atlético Nacional | Colombia | 2015 |
| Superliga de Colombia | Atlético Nacional | Colombia | 2016 |
| Copa Colombia         | Atlético Nacional | Colombia | 2016 |
| Serie A               | Flamengo          | Brasil   | 2019 |
| Supercopa de Brasil   | Flamengo          | Brasil   | 2020 |

### Torneos internacionales
| Título              | Club              | País     | Año  |
| ------------------- | ----------------- | -------- | ---- |
| Copa Libertadores   | Atlético Nacional | Colombia | 2016 |
| Copa Libertadores   | Flamengo          | Brasil   | 2019 |
| Recopa Sudamericana | Flamengo          | Brasil   | 2020 |